# باشگاه ورزشی الیزابت
باشگاه ورزشی الیزابت یک باشگاه فوتبال آمریکایی مستقر در شهرستان یونیون، نیوجرسی است که یکی از اعضای غیرفعال لیگ فوتبال کاسموپولیتان است.

## افتخارات
- جام یو اس اوپن: ۲ قهرمانی
- جام آماتور ملی: ۱ قهرمانی
- لیگ فوتبال کاسموپولیتان: ۷ قهرمانی
- جام برندگان ایالت نیوجرسی: ۵ قهرمانی